# 唯一量化
在谓词逻辑和依赖于它的技术领域中，唯一量化或唯一存在量化，尝试形式化对于“精确”的一个事物，或对于精确的特定类型的一个事物为真的某个事物的概念。唯一量化的一般化是计数量化。
例如:
恰有一个自然数 x 使得 x - 2 = 4。
符号化写为:
∃!x ∈ N, x - 2 = 4
符号 ∃! 叫做“唯一量词”或“唯一存在量词”。它通常被读作“有且仅有一个”、“恰有一个”、“存在唯一一个”（存在着这个符号的在文法上和如何阅读上的多个变体）。

## 简约为普通量词
唯一量化通常被认为是全称量化(“对于所有”，∀)、存在量化(“对于某个”，∃)和等式(“等于”，=)的组合。因此，如果 P(x) 是要在其上量化的谓词(在我们上面例子中的 P(x) 是 “x - 2 = 4”)，那么 ∃!x, P(x) 意味着:
{\displaystyle \exists x(P(x)\land \forall y(P(y)\rightarrow x=y))}
该表述等价于:
{\displaystyle \exists x\,(P(x)\,\wedge \neg \exists y\,(P(y)\wedge y\neq x))}
“正好存在一个 x 使得 P(x)”的陈述还可以写为两个更弱的陈述的逻辑合取。其中第一个简单的存在量化：∃x，P(x)。第二个是唯一性，有些人写为 !x, P(x)。它被定义为: ∀x, ∀y, P(x) ∧ P(y) → x = y。
这两个陈述的合取:
{\displaystyle \exists x\,P(x)\land \forall x\,\forall y\,(P(x)\land P(y)\to x=y)}
逻辑等价于前面给出的单一陈述。但是实际上，证明唯一存在性通常要分别证明这两个陈述。
另存在一种等效表述,优点是相当简洁:
{\displaystyle \exists x\,\forall y\,(P(y)\leftrightarrow y=x)}